# Terra X: Wilder Planet

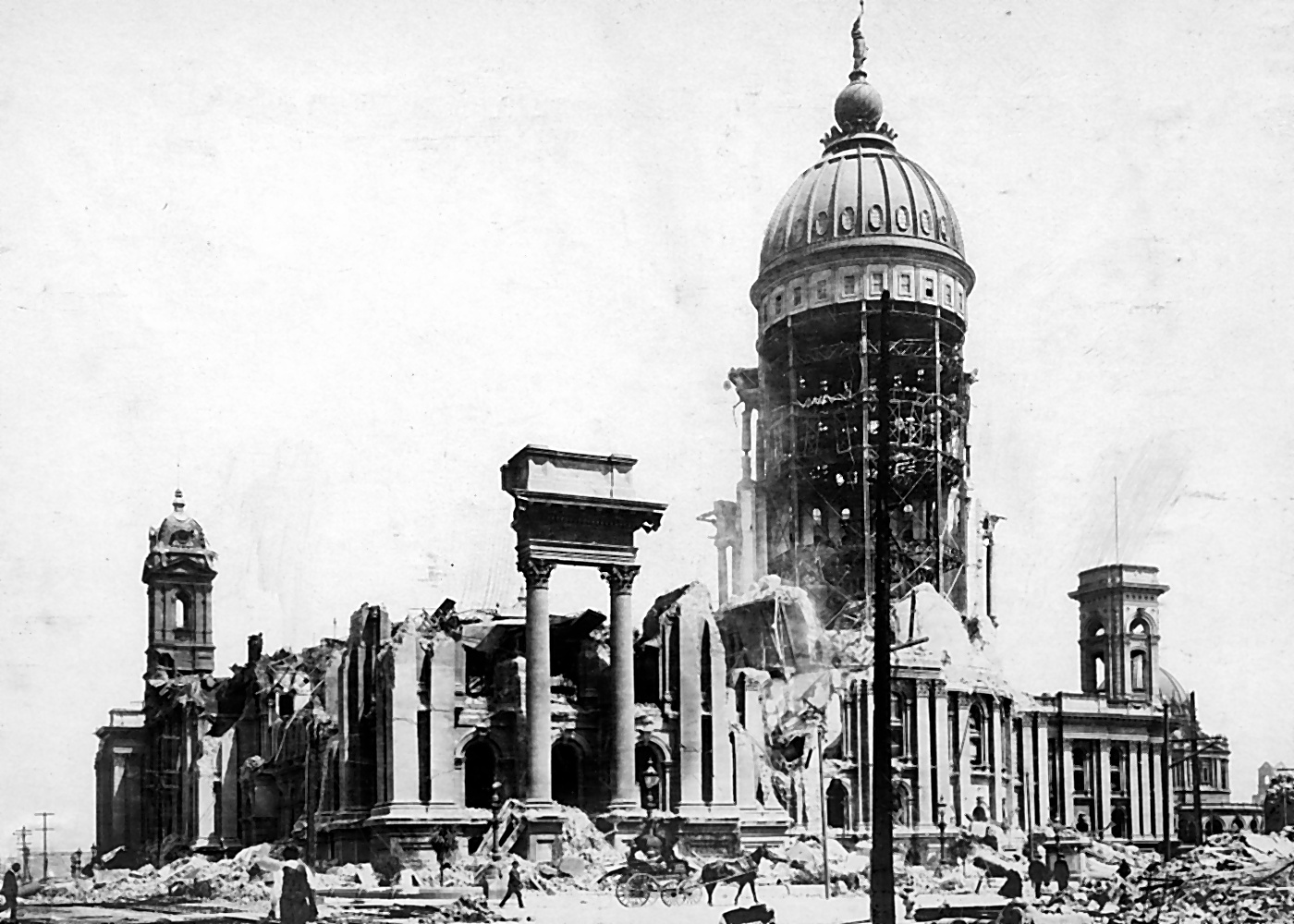
Das Rathaus von San Francisco nach dem Erdbeben von 1906

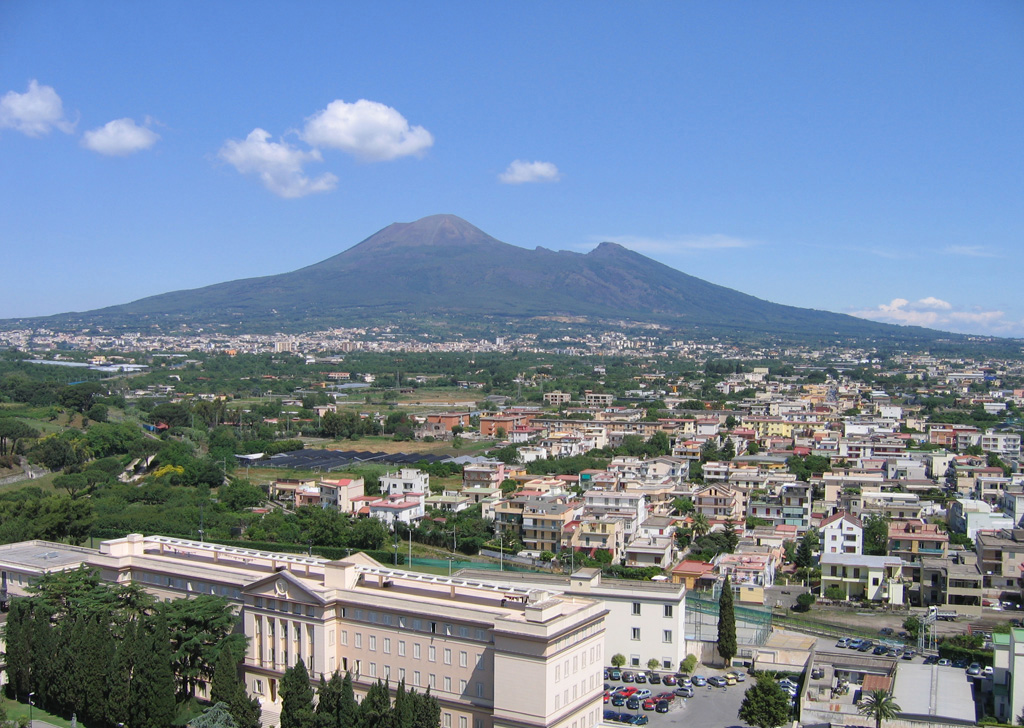
Der Vesuv

Wilder Planet ist eine Terra-X-Dokumentationsreihe über Naturphänomene und Naturkatastrophen.

## Inhalt und Produktion
Die Dokumentationsreihe Wilder Planet entstand in internationaler Koproduktion, darunter Sender aus Großbritannien, den Vereinigten Staaten und Frankreich. Die Reihe beschäftigt sich mit Naturphänomenen, Naturkatastrophen und Wetterextremen, wie Erdbeben, Stürmen und Vulkanausbrüchen, und den Einfluss dieser Ereignisse auf den Alltag der Menschen.
Neben aufwendigen Aufnahmen, werden auch Computeranimationen verwendet und Experten zur Thematik befragt. Analysiert werden sowohl historische, als auch aktuelle Ereignisse und Zukunftsszenarien erläutert. Ferner werden ihre Ursachen, Auslöser und Folgen untersucht und aktuelle wissenschaftliche Erkenntnisse vorgestellt.
Die erste Folge handelte über das Erdbeben in San Francisco von 1906 und wurde am 2. April 2006 erstmals in deutscher Fassung im ZDF ausgestrahlt. Handelte es sich anfangs um Produktionen von National Geographic Television, an denen u. a. das ZDF beteiligt war und die in Deutschland unter dem Titel Wilder Planet ausgestrahlt wurden, übernahm das ZDF später die Produktion eigener Wilder-Planet-Episoden.
2013 wurden drei neue Folgen produziert. Beteiligt war France Television.
Am 21. Juni 2013 wurden die drei neuen Folgen auf DVD veröffentlicht.

## Episoden
| Folge | Episodentitel                                 | Erstausstrahlung        |
| ----- | --------------------------------------------- | ----------------------- |
| 1     | Das Beben von San Francisco                   | 2. April 2006           |
| 2     | Krakatau – Ein Vulkan verändert die Welt      | 23. Juli 2006           |
| 3     | Die Sintflut – Mythos oder Wahrheit           | 22. April 2007          |
| 4     | Mega-Vulkane – Feuer aus dem Bauch der Erde   | 29. April 2007          |
| 5     | Das große Beben (Alternativ: Beben in Europa) | 21. Oktober 2007        |
| 6     | Sturmwarnung                                  | 28. Oktober 2007        |
| 7     | Pulverfass Vesuv                              | 17. August 2008         |
| 8     | Bebenalarm in Tokio                           | 24. August 2008         |
| 9     | Extremwetter über Europa                      | 5. Februar 2009         |
| 10    | Mit Feuer und Flut                            | 5. Juli 2009            |
| 11    | Gefahr für Lissabon                           | 12. Juli 2009           |
| 12    | Vulkane                                       | 27. April 2013 (ZDFneo) |
| 13    | Erdbeben                                      | 27. April 2013 (ZDFneo) |
| 14    | Stürme                                        | 27. April 2013 (ZDFneo) |
| 15    | Wenn die Erde verrückt spielt                 | 6. Juli 2014            |